# Yaki Kadafi
Yaki Kadafi (* 9. Oktober 1977 in Irvington, New Jersey; † 10. November 1996 in Orange, New Jersey; eigentlicher Name Yafeu Akiyele Fula) war ein US-amerikanischer Rapper afroamerikanischer Herkunft, der durch die Gruppe Outlawz bekannt wurde.
Er arbeitete unter anderem mit seinem Cousin Tupac Amaru Shakur und Hussein Fatal zusammen.

## Biographie
Yafeu Akiyele Fula wurde 1977 in Irvington, New Jersey, von Yaasmyn Fula zur Welt gebracht, sein Vater war Sekou Odinga. Yafeu kommt aus der Fante-Sprache und bedeutet so viel wie „geradeheraus“. Schon als Kind lernte Yafeu Tupac Amaru Shakur kennen, da ihre Eltern Nachbarn waren, die sich bei einem Treffen für die Rechte der Schwarzen in den 1970er Jahren kennengelernt hatten.
Kadafi war Mitglied der Gruppe Young Thugz (mit EDI), später bekannt als Thoroheadz (mit dem Mitglied Kastro), kurz darauf war er Mitglied der Outlawz mit Hussein Fatal, Tupac Amaru Shakur, EDI, Kastro, Napoleon, Young Noble, Moozaliny, Storm und Khomani.
Yaki Kadafi arbeitete mit vielen Produzenten zusammen, darunter Rick Rock, Ant Banks, Mike Mosley, Kurupt Da Kingpin, L. T. Hutton, DJ Quik, DJ KayGee, Ton Capone, QDIII, Hurt M Badd.

### Tod
Yafeu Akiyele Fula wurde am 10. November 1996 in einer Wohnanlage, in der seine Freundin lebte, erschossen aufgefunden. Er war die einzige Person, die einen der Angreifer gesehen hatte, die auf Tupac Amaru Shakur geschossen hatten. Er wurde ermordet, bevor er eine Beschreibung bei der Polizei abgeben konnte.

## Diskografie

### Alben
- 1999: Still I Rise
- 2004: Son Rize Vol. 1